# Distretto di Naroŭlja
Il distretto di Naroŭlja (in bielorusso Нараўлянскі раён?) è un distretto (raën) della Bielorussia appartenente alla regione di Homel'.